# Rebecca Cole

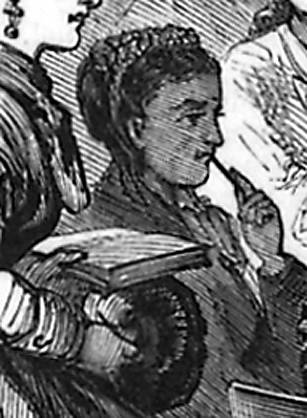
Getekend portret van Cole (1870)

Rebecca J. Cole (Philadelphia (Pennsylvania), 16 maart 1846 – 14 augustus 1922) was een Amerikaanse arts, entrepreneur en sociaal activiste. In 1867 werd zij beëdigd als arts, als tweede Afro-Amerikaanse vrouw in de Verenigde Staten (na Rebecca Lee Crumpler, die drie jaar eerder de medicijnenstudie afrondde). Zij heeft gedurende haar leven een pioniersrol gespeeld in het verbeteren van de toegankelijkheid van de zorg voor vrouwen met kinderen die in armoede leefden.
Cole werd geboren in Philadelphia, als tweede in een gezin van vijf kinderen. Haar middelbareschooltijd bracht zij door op het Institute of Colored Youth, waar zij in 1863 haar diploma behaalde met onder andere de vakken Latijn en Grieks. Vier jaar later ontving zij haar artsenbul aan het Woman's Medical College of Pennsylvania, 's werelds eerste geneeskundige studie die volledig voor en door vrouwen georganiseerd werd. De titel van haar proefschrift was The Eye and Its Appendages.
Om de toegankelijkheid van de zorg voor vrouwen met kinderen die in armoede leefden te verbeteren, ging zij in New York bij mensen thuis langs om voorlichting te geven over prenatale zorg en hygiëne. In 1873 opende zij het Women's Directory Center samen met Charlotte Abbey, waar vrouwen en kinderen terecht konden voor medische zorg en juridische dienstverlening. In 1899 werd zij opzichter van een huis dat beheerd werd door de Association for the Relief of Destitue Colored Women and Children in Washington. Ze heeft uiteindelijk vijftig jaar als arts gewerkt. Zij overleed in 1922. Haar graf bevindt zich in Eden Cemetery in Collingdale (Pennsylvania).
- International Standard Name Identifier: 0000 0000 4622 3761
- Library of Congress Control Number: no2001060124
- Virtual International Authority File: 34108745
- WorldCat: E39PBJpdT4RJRmcJcDBwq8B3wC